# Geografia de l'Uruguai
L'Uruguai (en castellà i oficialment, República Oriental del Uruguay) és un estat sobirà situat al sud-est de l'Amèrica del Sud entre el Brasil al nord i l'Argentina al sud. Més concretament, el país es troba entre els meridians 53 i 58 oest (longitud) i entre els paral·lels 30 i 35 sud (latitud).
La seva superfície és de 176.220 km², dels quals 173.620 km² són terres i 2.600 km² són d'aigua. L'Uruguai té 1.564 km de frontera amb els països veïns: 985 km al nord amb el Brasil i 579 al sud i a l'oest amb l'Argentina. A l'est, té 660 km de costes sobre l'oceà Atlàntic i al sud i sud-oest té aigües sobre el Riu de la Plata, el qual comparteix amb l'Argentina.
És el segon estat independent més petit de l'Amèrica del Sud (després de Surinam) i el tercer territori més petit tenint en compte la Guaiana Francesa, un departament francès d'ultramar. Tanmateix, Uruguai manté dues disputes limítrofs amb el Brasil sobre els territoris coneguts com a Illa Brasilera i Rincón de Artigas, els quals ocupen una àrea de 237 km². L'àrea total del territori uruguaià és de 318.413 km² (per la mar territorial de 125.057 km²).
La seva altitud varia entre 0 m i + 513,6 m (Sierra de las Ánimas amb el Cerro Catedral).

## Topografia i hidrografia

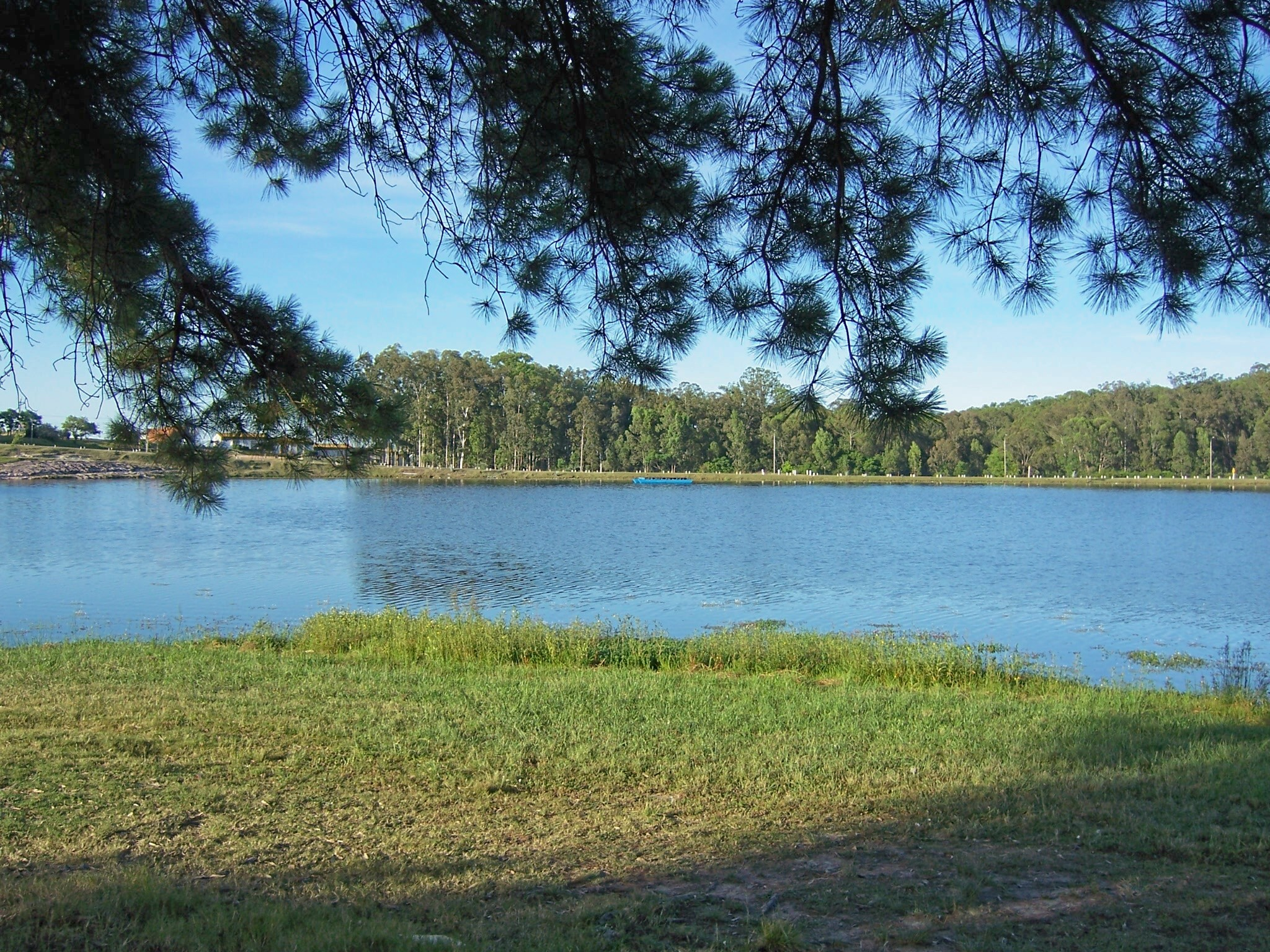
Llac a Iporá, Tacuarembó.

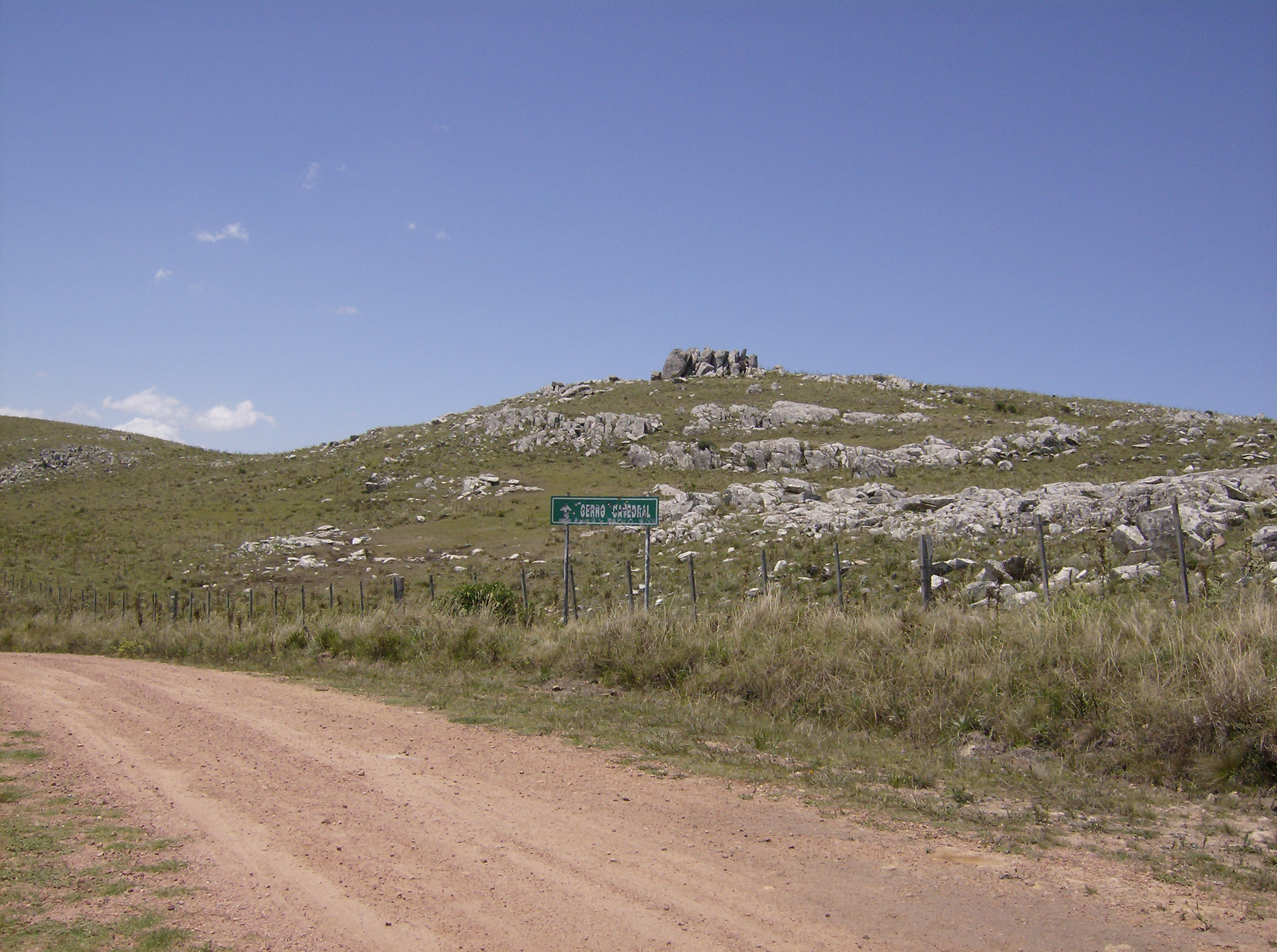
Cerro Catedral, el punt més elevat del país.

L'Uruguai forma en realitat la transició entre la Pampa argentina i les muntanyes i turons del sud brasiler; la major part del llur territori està format per grans planes. El relleu és format per dos grans sistemes de muntanyes anomenats cuchillas i les corresponents ramificacions. D'altitud rarament superior a 300 m, les cuchillas tenen el seu punt culminant al Cerro Catedral, amb 513,66 m. La Cuchilla Grande es troba en terrenys d'embassament cristal·lí i la d'Haedo, sobre terrenys basàltics. Estretes planícies envolten el Riu de la Plata i la costa atlàntica.
El Río Negro és el sistema fluvial més important de l'interior del país. Serveix de frontera natural entre diversos departaments i divideix el territori entre nord i sud. És també un riu important per a la pesca. D'altra banda, el riu Uruguai separa el país de l'Argentina a l'oest, i és una destacada ruta hidrogràfica i de navegació, amb importants ports com els de Fray Bentos, Salto, Paysandú i Nueva Palmira, entre d'altres.
Finalment, l'Uruguai compta amb una complexa xarxa de rius. El Santa Lucía, al sud, és una font de proveïment d'aigua potable. Al nord, destaquen els rius Daymán i Cuareim-Quaraí. Altres rius importants són del Yí i el Cebollatí. Mentrestant, al sud-est, la llacuna Merín-Mirim serveix de límit natural amb l'estat brasiler de Rio Grande do Sul i la seva navegació és compartida per ambdós països.
El litoral meridional es divideix entre la costa riuplatenca i l'atlàntica. És el lloc de balnearis i platges com Atlántida, Piriápolis, Punta del Este, Punta del Diablo i La Paloma. Pel que fa al nord i nord-oest del país, cal destacar les fonts d'aigua termal (vegeu Termas del Arapey), les quals també són llocs de destinació turística.

## Clima
El clima a l'Uruguai és subtropical temperat, amb un estiu (desembre-març) llarg i càlid (terme mitjà 17,5 °C) i humit (pluges suficients durant tot l'any, terme mitjà 1.250 mm).
Per la seva latitud, entre 30°S i 35°S, les quatre estacions es troben clarament diferenciades per la temperatura.
Factors influents en el clima de l'Uruguai són l'escassa altitud del territori, que permet una lliure circulació atmosfèrica, i la incidència dels corrents marins càlids (de Brasil des del nord) i freds (de les Malvines des del sud).
En els darrers vint anys -i com a expressió local del canvi climàtic global- les precipitacions han augmentat quasi un 15%.

### Perills naturals
Forts vents estacionals (el pampero és un fred i, de vegades, violent vent que bufa des del nord de les pampes argentines), sequeres, pluges torrencials; a causa de l'absència de muntanyes, les quals actuen com a barreres climàtiques, totes les localitzacions són particularment vulnerables als ràpids canvis en el front climàtic.

## Ús de la terra
L'Uruguai es pot dividir en quatre regions diferents, segons factors socials, econòmics i geogràfics. Les regions són l'interior, el litoral, Gran Montevideo, i la costa.
| Ús de la terra       | Percentatge |
| -------------------- | ----------- |
| Terra de cultiu      | 7%          |
| Collites permanents  | 0%          |
| Pastoratge permanent | 77%         |
| Boscos i arbredes    | 6%          |
| Altres               | 10%         |

### L'interior

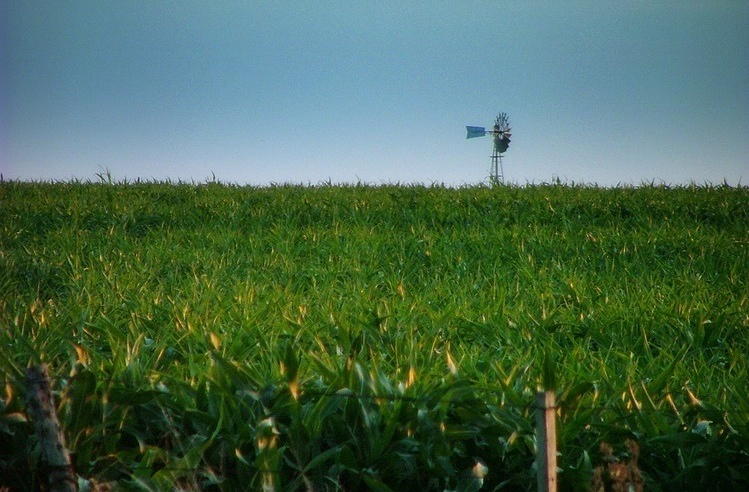
Plantacions a Bella Unión, nord d'Artigas.

Aquesta és la regió més gran del país quant a superfície i inclou els departaments d'Artigas, Cerro Largo, Durazno, Flores, Florida, Lavalleja, Rivera, Salto, Tacuarembó, Treinta y Tres, i la meitat oriental de Paysandú, Río Negro i Soriano. El tipus de sol és pla i ineficaç per a l'agricultura extensiva, tot i que conté abundant pastura verda.
Només entre el 2 al 3% del territori uruguaià és boscós. Entre 30.000 i 40.000 km² (17 a 23% del total) són arables, però tan sols la tercera part (prop de 7% del total de terra productiva) va ser cultivada el 1990. Gairebé tot l'interior consistia en granges de bestiar boví i oví; la pastura representava el 89% del total de terra productiva.
El bestiar oví a granges de mitjana escala es concentrava a l'oest i al sud. Va començar a emergir com una indústria d'exportació a l'últim quart del segle xix, especialment després de la introducció del filferro al camp, el qual va permetre una major delimitació de les propietats. La llana uruguaiana és de qualitat moderada.
Les granges de bestiar boví, o estancias, sobretot la indústria càrnia, són força desenvolupades (sobre 10 km²) i es troben concentrades al nord i a l'est. La indústria làctia es troba principalment al departament de Colonia. Atès que aquestes activitats no necessiten una mà d'obra molt significativa (només alguns gautxos), l'interior manca de grans ciutats o centres urbans destacats. Malgrat estar escassament poblat, l'interior compta amb capitals departamentals relativament urbanitzades, on es concentra la meitat de la població de cada departament. Els indicadors de desenvolupament social i econòmic són més baixos als departaments fronterers amb el Brasil, al nord-est. Les intencions del govern uruguaià de promoure la repoblació agrícola mitjançant una reforma de la terra a l'interior, han fracassat estrepitosament en termes econòmics, com, per exemple, la producció de blat. Una excepció és l'arròs, la major part del qual es produeix a l'est.

### El litoral

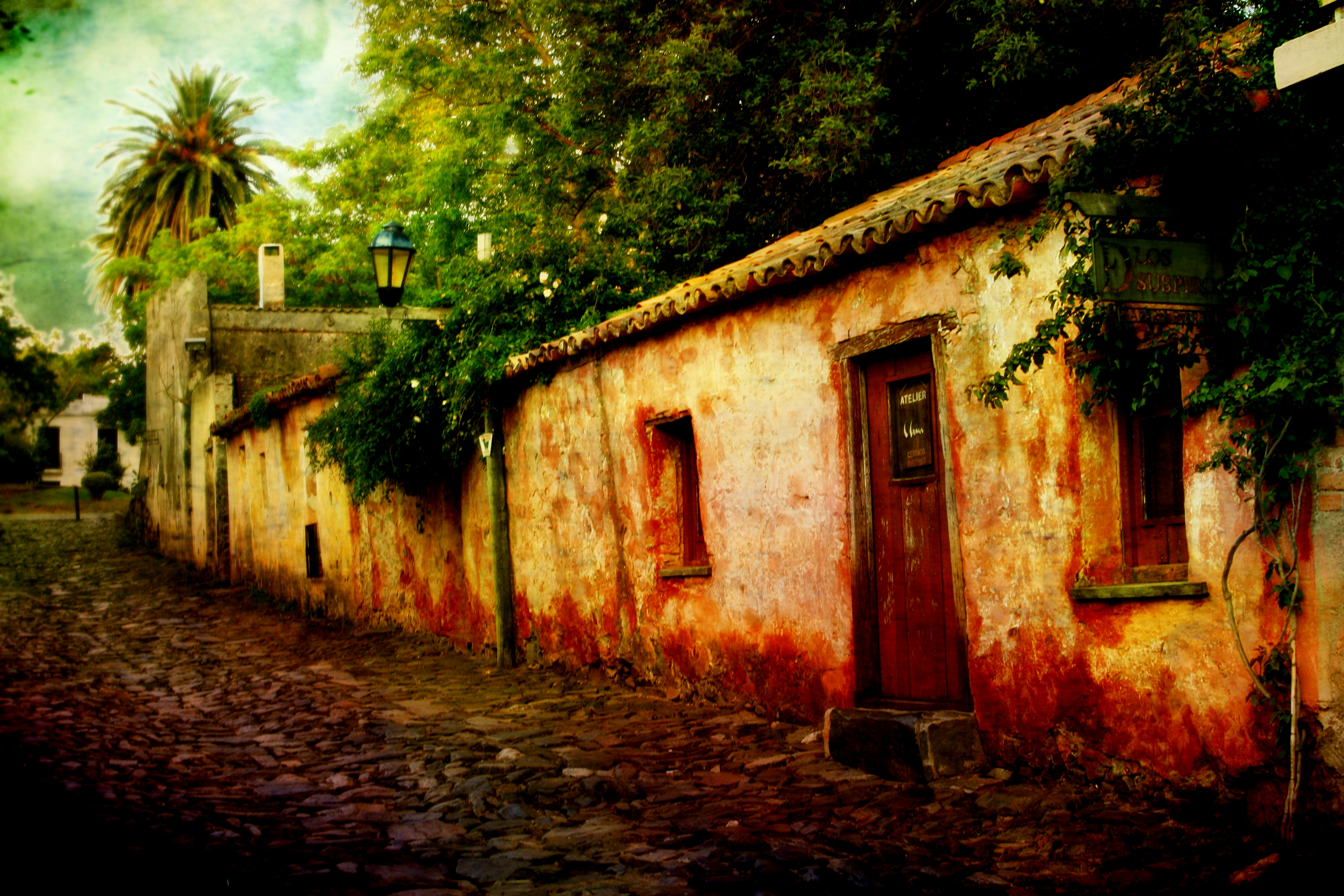
Carrer al centre històric de Colonia del Sacramento.

Els departaments lactis i agrícoles de Colonia i San José s'estenen al sud-oest, sobre el Riu de la Plata. Al nord del riu Uruguai es troben els departaments de Soriano, Río Negro, Paysandú i Salto. La meitat occidental d'aquests departaments formen el litoral, una regió un poc més desenvolupada que l'interior. Els sols són més fèrtils, fent favorable la producció de blat de moro i granges més considerables que les de l'interior. El cultiu de llimona i taronja amb fins d'exportació, ha crescut al llarg dels departaments sobre el riu Uruguai. El departament de Colonia, una part del qual va ser poblada pels suïssos, és conegut per la producció de llet, mantega, formatge, i dolç de llet (fet amb llet concentrada i sucre). La major part del blat (sobre el qual l'Uruguai és autosuficient) també es produeix en aquesta regió.
La construcció al costat de l'Argentina de la pressa de Salto Grande sobre el riu Uruguai —al nord de Salto— va contribuir favorablement al desenvolupament del litoral nord durant els anys 1970. En canvi, el tancament de la indústria de processament carni de Fray Bentos, al departament de Río Negro, la va transformar en una ciutat fantasma. Fray Bentos va començar a recuperar-se el 2006 amb la instal·lació d'una planta de cel·lulosa, la qual va provocar una sèrie de conflictes amb la ciutat argentina de Gualeguaychú. Cap al sud, l'economia del litoral s'ha beneficiat amb la construcció del pont internacional General Artigas sobre el riu Uruguai, el qual connecta Paysandú amb la província argentina d'Entre Ríos. La construcció d'aquest pont binacional va reduir considerablement el trànsit del port de Colonia del Sacramento, el qual connecta amb la capital de l'Argentina, la veïna Buenos Aires. Per compensar aquest fet, el govern uruguaià va ordenar la restauració arquitectònica de la ciutat de Colonia del Sacramento (avui considerada Patrimoni de la humanitat per la UNESCO), originalment fortificada per Portugal en època colonial.

### La costa

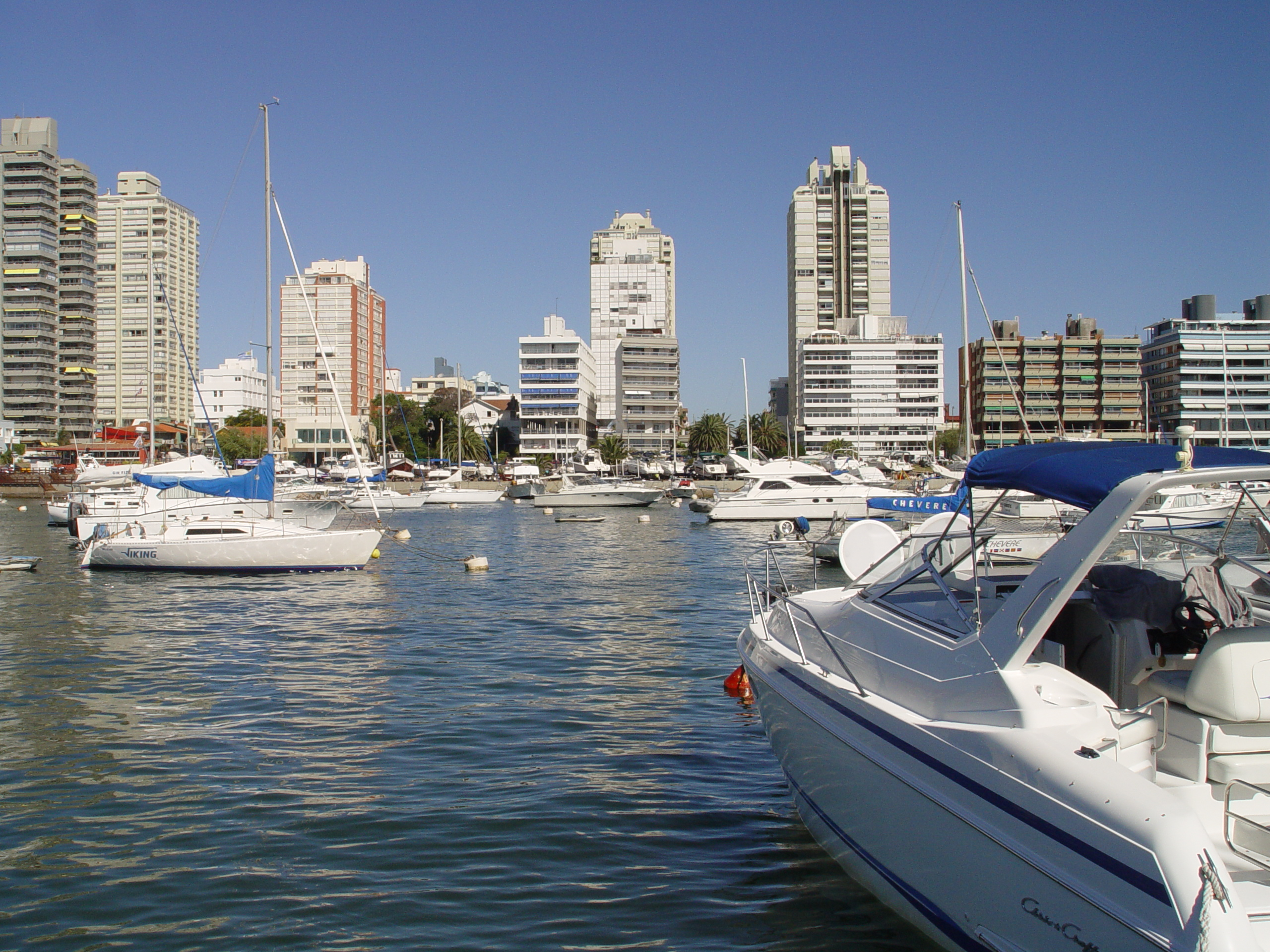
Port de Punta del Este.

Aquesta regió s'estén a l'est de Montevideo i està formada pels departaments de Canelones, Maldonado i Rocha. La porció interior de Canelones és una àrea de petites granges i jardins, els quals produeixen vegetals per a la capital. Era relativament pobra el 1990. Molts habitants dels petits pobles departamentals treballen a Montevideo. Al llarg de la costa riuplatenca i atlàntica, es troben una sèrie de ciutats balneàries, generant importants possibilitats de feina. Cap a l'est, en el desenvolupat departament de Maldonado, es troba el balneari més important de l'Uruguai, Punta del Este. Aquesta ciutat atreu més als turistes argentins que no als uruguaians. Amb els seus hotels, casinos, i clubs nocturns, Punta del Este lidera el turisme del país.
Els turistes uruguaians de menor ingressos es concentren als balnearis més petits de Piriápolis i Atlántida, més propers a Montevideo. Passant Punta del Este en direcció est, es troba el departament de Rocha, la major part del qual encara no s'ha desenvolupat. Un grup de comunitats ha crescut al llarg de la costa atlàntica del departament, plena de platges. Aquestes petites comunitats de vacances —com Cabo Polonio— no estaven planificades i mancaven de serveis bàsics. El 1990, les autoritats departamentals de Rocha van promoure una sèrie d'accions el propòsit de les quals era regular la propietat i atreure turistes a la zona. Un dels principals balnearis de Rocha és La Paloma.

### Gran Montevideo

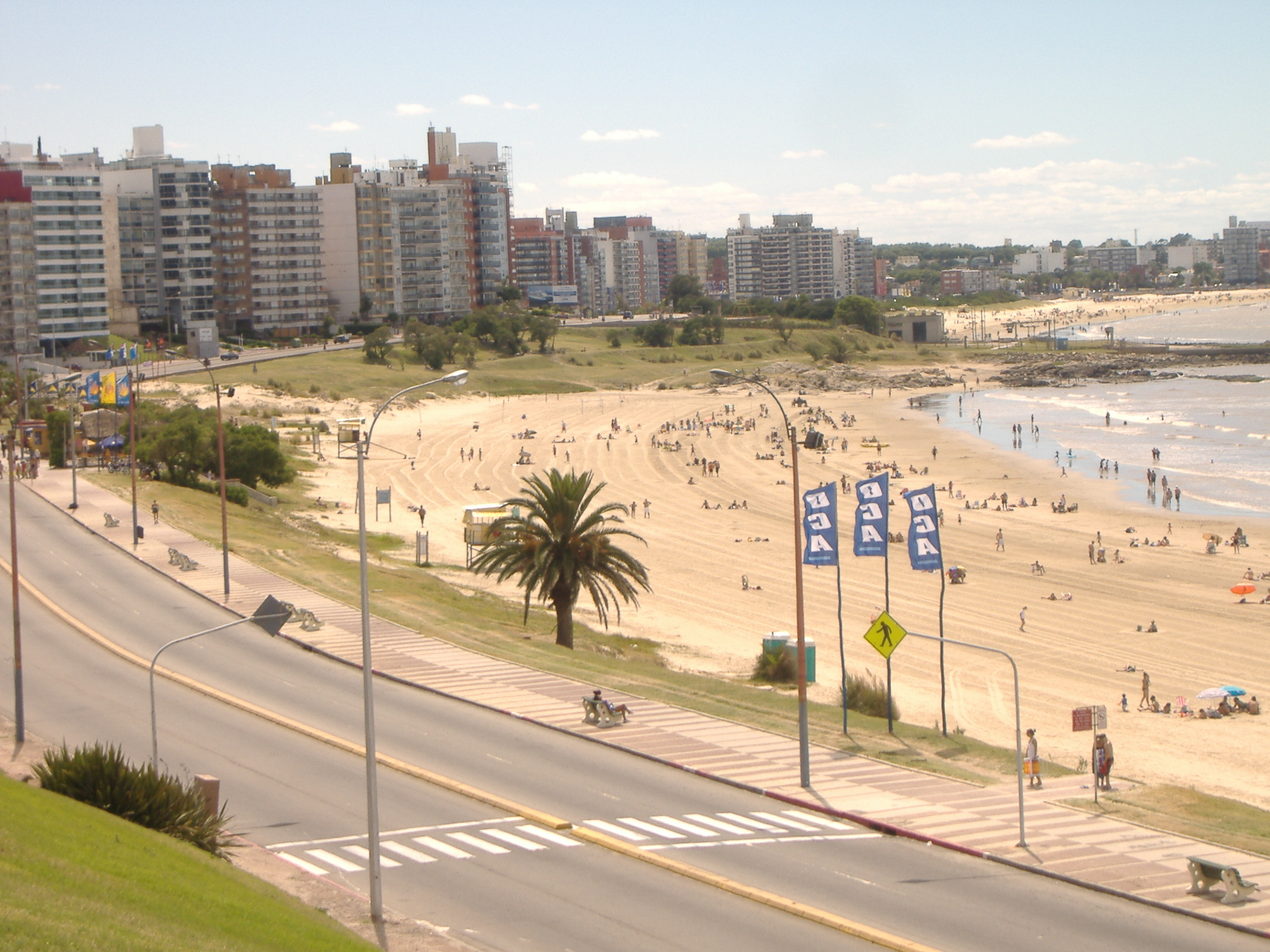
Rambla de Montevideo.

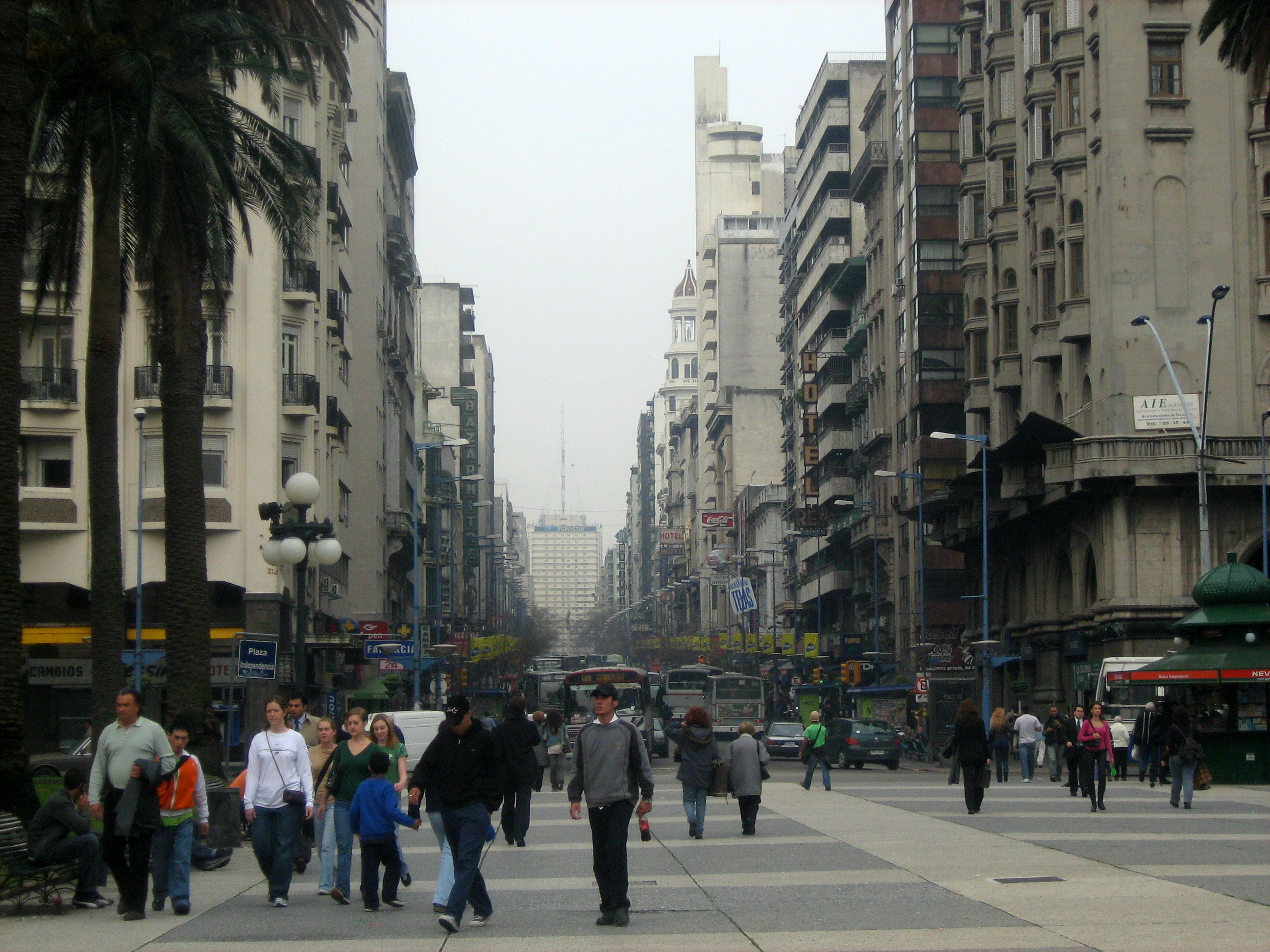
Plaça Independència, centre de Montevideo.

D'acord amb el cens de 1985, la població del departament de Montevideo era d'1.311.976 habitants, i la del departament limítrof de Canelones de 364.248 habitants, d'una població total de 
2.955.241 persones. Aquests departaments, més la porció oriental de San José, formen la regió del Gran Montevideo, o sia, la seva zona metropolitana. En aquesta zona viu pràcticament la meitat de la població de l'Uruguai. El cens de 1985 indicava una densitat de població de 2.475 habitants per quilòmetre quadrat a Montevideo, mentre que a Canelones era de 80 habitants per km². La densitat poblacional en altres departaments del país era dramàticament més baixa.
Montevideo va ser originalment fundada sobre una gran badia que forma part d'un port natural. Durant el segle xix, els britànics van promoure a Montevideo com a port rival de Buenos Aires. La ciutat va créixer ràpidament, assolint, el 1990, gairebé tota la superfície del departament. L'àrea original de la ciutat, coneguda com a Ciutat Vella (Ciudad Vieja), es troba sobre el port, però el districte comercial i les àrees residencials de la classe mitjana s'han mogut cap a l'est. No obstant això, alguns bancs importants encara tenen seu a la Ciutat Vella, com el Banc de l'Uruguai (Banco de la República Oriental del Uruguay--BROU) i el Banc Central de l'Uruguai.
El 1990, Gran Montevideo era la regió més desenvolupada de l'Uruguai i dominava al país culturalment i econòmicament. Era la seu de les dues universitats del país, dels seus principals hospitals, i dels mitjans de comunicació (estacions de televisió, ràdio, periòdics, i revistes). Alguns intents pels governs militars de 1973 a 1985 de promoure el desenvolupament del nord del país, principalment per raons estratègiques, no van canviar aquest model d'extrem centralisme.
Fins al boom de la construcció dels anys 1970, relativament pocs edificis i gratacels moderns s'havien construït. En moltes parts del centre, es veien encara cases elegants del segle xix amb patis exteriors, excepte per algunes que havien estat revestides per un sostre de vidre colorit. La majoria d'aquestes habitatges no es van convertir en residències familiars sinó en pisos de baix cost.
Les classes mitjanes van preferir viure en pisos més moderns propers al centre de la ciutat o de la Universitat de la República. D'altra banda, també hi va haver gent que va comprar cases amb petits jardins i patis exteriors. La majoria d'aquestes habitatges es troben sobre la costa est de la ciutat, on hi són les platges i la Rambla, el principal passeig marítim de Montevideo.

## Geografia humana

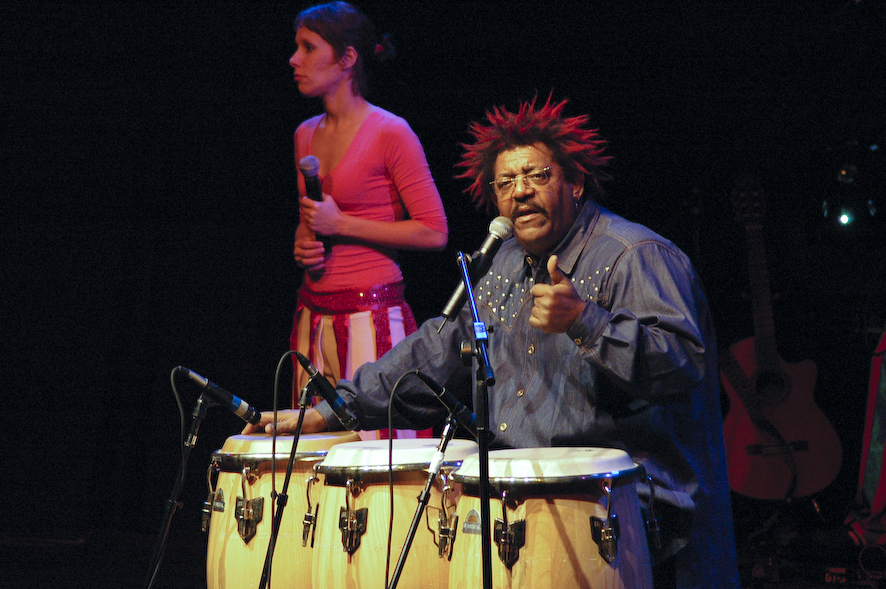
Rubén Rada, cantant i músic afrouruguaià.

L'Uruguai té una població envellida, a conseqüència de l'elevada xifra d'emigrants joves a països europeus, com Suècia o Espanya, o, en menor mesura, a països com els Estats Units, Austràlia, Brasil i l'Argentina. Molts uruguaians van emigrar després del cop d'estat de 1973.
Actualment, més de la meitat de la població total del país viu a la capital, Montevideo. La resta de les ciutats uruguaianes —a excepció de Salto, Paysandú, Ciudad de la Costa i Rivera— no arriben als 50.000 habitants. La majoria de la població de l'Uruguai es concentra a les urbanitzacions; s'estima que tan sols un 15% dels uruguaians viuen en zones rurals. Al seu torn, i malgrat la petita població (3.477.000 aprox.), a l'Uruguai hi ha un nombre considerable d'immigrants espanyols, la majoria dels quals van entrar al país durant la Guerra Civil espanyola. Segons estimacions, 100.000 ciutadans espanyols resideixen a l'Uruguai, sobretot a Montevideo. Recentment, hi ha un nombre significatiu d'immigrants del nord d'Amèrica del Sud, així com empresaris i homes de negocis brasilers i argentins.
Un 88% dels uruguaians són d'ascendència europea, la majoria d'italians i espanyols, però també de francesos, armenis i escocesos. Els italians van ser un grup força important durant la primera meitat del segle xx, la majoria dels quals fugien de la Guerra Mundial. L'italià va esdevenir una llengua d'aprenentatge obligatori a batxillerat. Molts trets culturals italians van influir notòriament la cultura local, sobretot a nivell lingüístic i gastronòmic. El 4% dels uruguaians són d'ascendència africana (vegeu afrouruguaià), la major part dels quals són descendents dels esclaus portats d'Àfrica durant el període colonial. La resta, un 8%, són mestissos. La població ameríndia és pràcticament inexistent. Els grups nadius originals, abans de l'arribada dels espanyols i els portuguesos, eren els indis xarrúas. Estudis recents, no obstant això, han demostrat que un petit percentatge de la població uruguaiana, sobretot al nord del país, té ascendència ameríndia.
Finalment, tot i que aproximadament la meitat de la població es considera catòlica, l'església i l'Estat es van separar definitivament els primers anys del segle XX amb el procés de secularització desenvolupat pel moviment polític conegut com el batllisme.

## Geografia política

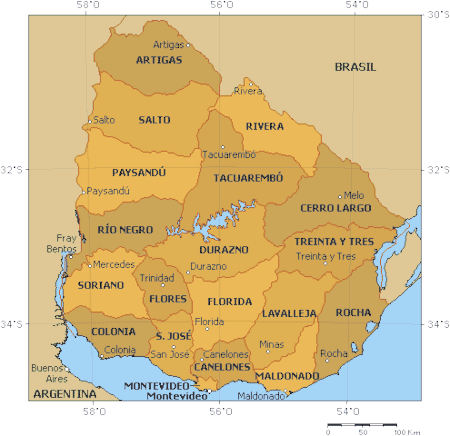
Subdivisió administrativa de l'Uruguai.

L'Uruguai se subdivideix en 19 departaments, el més petit dels quals també és el més poblat: Montevideo. L'Estat uruguaià és una república presidencialista i unitària, amb els tres poders (executiu, legislatiu i judicial) centrats a la capital del país, la ciutat de Montevideo. Cada departament és governat per un intendent municipal i per un cos legislatiu format per edils departamentals. Des del 2009, l'Uruguai també té una nova entitat administrativa coneguda com a alcaldía, en aquells pobles i ciutats amb una població superior als 1.000 habitants.
Aproximadament el 60% de la població total del país es troba al sud, entre els departaments de Montevideo (44%), Canelones, San José i Maldonado. El departament més gran és Tacuarembó (15.438 km²), i el més petit, Montevideo (525,4 km²; un poc més gran que Andorra). Al seu torn, el departament més poblat és Montevideo (1.325.968 habitants) i el que menys, Flores (25.104 habitants). El país té una mitjana de 19h/km² (vegeu Demografia de l'Uruguai).
Els principals centres urbans de l'Uruguai són Montevideo, la capital; Ciudad de la Costa (83.888 h), al sud-est; Las Piedras (69.222 h), al sud; i Salto (100.572 h) i Paysandú (84.162 h) al nord-oest.